# Niels Pettersson
Niels Carl Daniel Pettersson Sandmark, född den 16 oktober 1989 i Stockholm, är en svensk arkitekt och röstskådespelare, mest känd som Harry Potters svenska röst. Han är också känd som svenska rösten för Kevin Levin i Ben 10 Alien Force. I Phineas och Ferb har han varit den svenska rösten för Jeremy innan Lucas Krüger tog över röstrollen i säsong 2-4.

## Filmografi
- 1982 - E.T. the Extra-Terrestrial (dubbning som Elliot)
- 2001 - Spy Kids (dubbning som Jonny Cortez)
- 2001 - Harry Potter och de vises sten (dubbning som Harry Potter)
- 2002 - Peter Pan i tillbaka till landet Ingenstans (dubbning som Nidde)
- 2002 - Harry Potter och hemligheternas kammare (dubbning som Harry Potter)
- 2002 - Spy Kids 2 - De förlorade drömmarnas ö (dubbning som Jonny Cortez)
- 2003 - Spy Kids 3-D: Game Over (dubbning som Jonny Cortez)
- 2003 - Sonic X (dubbning som Chris Thorndyke)
- 2004 - Harry Potter och fången från Azkaban (dubbning som Harry Potter)
- 2004 - Superhjältarna (dubbning som Tony Rydinger)
- 2005 - Harry Potter och den flammande bägaren (dubbning som Harry Potter)
- 2006 - Hannah Montana (dubbning som Oliver Oken)
- 2006 - High School Musical (dubbning som Zeke Baylor)
- 2007 - Harry Potter och Fenixorden (dubbning som Harry Potter)
- 2007 - High School Musical 2 (dubbning som Zeke Baylor)
- 2008 - High School Musical 3: Sista året (dubbning som Zeke Baylor)
- 2008 - Speed Racer (dubbning som Taejo Togokahn)
- 2010 - Par i kungar (dubbning som Brady)
- 2018 - Superhjältarna 2 (dubbning som Tony Rydinger)